# Liste des vice-rois de Sicile
Les vice-rois de Sicile étaient les régents du gouvernement du royaume de Sicile à la place des rois espagnols qui acquirent le titre de roi de Sicile de 1412 à 1759 . 
En 1806, Ferdinand III de Sicile abolit la fonction et établit à sa place celles de lieutenant et de capitaine général.

## Liste des vice-rois, lieutenants et présidents qui ont gouverné laSicile
Les vice-roi et lieutenants étaient nommés par le pouvoir royal ; les présidents du royaume, choisis par les précédents, gouvernaient en leur absence.

## Vice-rois aragonais
| 1415 | Jean II d'Aragon, infant de Castille                                                             | Vice-roi. Roi d'Aragon.             |
| 1416 | Domingo Ram i Lanaja, évêque de Lérida Antonio Cardona                                           | Vice-roi                            |
| 1419 | Antonio Cardona Fernán Velázquez de Cuéllar (es) Martín de Torres                                | Vice-roi                            |
| 1421 | Giovanni de Podio Nuchi, évêque de Catane Arnaldo Ruggiero de Pallas Niccolò Castagna (it)       | Vice-roi                            |
| 1422 | Giovanni de Podio Nuchi, évêque de Catane Arnaldo Ruggiero de Pallas Fernán Velázquez de Cuéllar | Vice-roi                            |
| 1423 | Niccolò Speciale                                                                                 | Vice-roi.                           |
| 1424 | Pedro de Aragón (es), infant d'Aragon                                                            | Ministre plénipotentiaire.          |
| 1425 | Niccolò Speciale                                                                                 | Vice-roi.                           |
| 1429 | Niccolò Speciale Guillermo de Moncada (ca)                                                       | Vice-roi.                           |
| 1430 | Niccolò Speciale Guillermo de Moncada (ca) Giovanni Ventimiglia                                  | Vice-roi.                           |
| 1432 | Pedro Felice Adamo Asmondo                                                                       | Présidents du royaume.              |
| 1433 | La charge de vice-roi est restée inoccupée à cause de la présence du roi Alphonse V d'Aragon     |                                     |
| 1435 | Pedro de Aragón, infant d'Aragón                                                                 | Ministre plénipotentiaire.          |
| 1435 | Ruggiero Paruta                                                                                  | Vice-roi.                           |
| 1435 | Antonio Cardona Adamo Asmondo Leonardo di Bartolomeo Battista Platamone                          | Présidents du royaume.              |
| 1435 | Pedro de Aragón (es), infant d'Aragon                                                            | Plénipotentiaire.                   |
| 1435 | Ruggiero Paruta Battista Platamone                                                               | Vice-roi.                           |
| 1438 | Ruggiero Paruta                                                                                  | Vice-roi.                           |
| 1439 | Bernardo Requesens                                                                               | Vice-roi.                           |
| 1440 | Gilberto Centelles Battista Platamone                                                            | Vice-roi.                           |
| 1441 | Raimundo Perellós                                                                                | Vice-roi. Nommé à perpétuité.       |
| 1443 | Lope Ximénez de Urrea (ca)                                                                       | Vice-roi.                           |
| 1446 | Antonio Rosso Spadafora, comte de Sclafani                                                       | Président du royaume.               |
| 1449 | Adamo Asmondo Pietro Speciale Pietro Gaetano Calcerano de Corbera Giovanni Abatellis             | Présidents du royaume.              |
| 1452 | Antonio Rosso Spadafora, comte de Sclafani                                                       | Président du royaume.               |
| 1453 | Simone di Bologna, archevêque de Palerme                                                         | Président du royaume.               |
| 1456 | Antonio Rosso Spadafora, comte de Sclafani                                                       | Président du royaume.               |
| 1459 | Juan de Moncayo                                                                                  | Vice-roi.                           |
| 1462 | Ramón de Moncada, comte d'Adernó                                                                 | Juge suprême.                       |
| 1463 | Bernardo csens                                                                                   | Vice-roi.                           |
| 1465 | Lope Ximénez de Urrea (ca)                                                                       | Vice-roi.                           |
| 1475 | Juan Tomás de Moncada, comte d'Adernó                                                            | Président du royaume.               |
| 1475 | Guillermo Pujades Guillermo Peralta                                                              | Vice-roi.                           |
| 1477 | Juan Ramón Folch III de Cardona, comte de Cardona et de Prades                                   | Vice-roi.                           |
| 1478 | Juan Tomás de Moncada, comte d'Adernó                                                            | Président du royaume.               |
| 1479 | Gaspar de Spes                                                                                   | Vice-roi.                           |
| 1483 | Raimondo Santapau texte=Giovanni Valguarnera, baron d'Asaro                                      | Présidents du royaume.              |
| 1487 | Raimondo Santapau José Centelles                                                                 | Présidents du royaume.              |
| 1489 | Fernando de Acuña                                                                                | Vice-roi.                           |
| 1494 | Juan Tomás de Moncada, comte d'Adernó                                                            | Président du royaume.               |
| 1495 | Juan de Lanuza III (es)                                                                          | Vice-roi.                           |
| 1506 | Giovanni Paternò, archevêque de Palerme                                                          | Président du royaume.               |
| 1507 | Raimond de Cardona, comte d'Albento                                                              | Vice-roi.                           |
| 1509 | Giovanni Paternò, archevêque de Palerme Guillermo Ramón de Moncada (es)                          | Présidents du royaume.              |
| 1509 | Hugues de Moncade                                                                                | Vice-roi.                           |
| 1512 | Bernardo Bologna, archevêque de Messine                                                          | Président du royaume                |
| 1516 | {Simone Ventimiglia, marquis de Gerace Mateo Santapau, marquis de Licodia                        | Présidents intérimaires du royaume. |
| 1516 | Juan Vicente de Luna, comte de Caltabellota                                                      | Président du royaume.               |

## Vice-rois espagnols
| 1517 | Héctor Pignatelli, comte de Monteleón                                           | Vice-roi à partir de 1518. Avant lieutenant.                                |
| 1522 | Camilo Pignatelli, seigneur de Borello Giovanni Alliata, baron de Castellamare  | Présidents du royaume.                                                      |
| 1526 | Enrique de Cardona, évêque de Monreale                                          | Président du royaume.                                                       |
| 1535 | Simone I de Ventimiglia (es), marquis de Irache                                 | Président du royaume.                                                       |
| 1535 | Ferdinand Ier Gonzague, duc de Ariano                                           | Vice-roi.                                                                   |
| 1536 | Juan de Moncada, comte de Aitona                                                | Président du royaume.                                                       |
| 1538 | Arnaldo Albertino, évêque de Patti                                              | Président du royaume.                                                       |
| 1539 | Juan de Aragón y Tagliavia, marquis de Terranova                                | Président du royaume.                                                       |
| 1540 | Poncio Santapau, marquis de Licodia                                             | Président du royaume.                                                       |
| 1541 | Simone I de Ventimiglia, marquis d'Irache                                       | Président du royaume.                                                       |
| 1542 | Alfonso de Cardona, comte de Chiusa et de Giuliana                              | Président du royaume.                                                       |
| 1544 | Juan de Aragón y Tagliavia, marquis de Terranova                                | Président du royaume.                                                       |
| 1546 | Ambrosio Santapau, marquis de Licodia                                           | Président du royaume.                                                       |
| 1547 | Juan de Vega                                                                    | Vice-roi.                                                                   |
| 1550 | Fernando de Vega                                                                | Président du royaume. Fils du précédent.                                    |
| 1557 | Pietro Tagliavia d'Aragonia, cardinal et archevêque de Palerme                  | Président du royaume.                                                       |
| 1557 | Juan de la Cerda y Silva (it), duc de Medinaceli                                | Vice-roi.                                                                   |
| 1558 | Niccolò Caracciolo, évêque de Catane                                            | Président du royaume.                                                       |
| 1559 | Fernando de Silva, marquis de la Favara                                         | Président du royaume.                                                       |
| 1565 | Bartolomeo Sebastiano, évêque de Patti                                          | Président du royaume.                                                       |
| 1565 | García Álvarez de Tolède, marquis de Villafranca del Bierzo                     | Vice-roi.                                                                   |
| 1565 | Antonio Doria, marquis de San Esteban                                           | Président du royaume.                                                       |
| 1566 | Bartolomeo Sebastiano, évêque de Patti                                          | Président du royaume.                                                       |
| 1566 | Carlos de Aragón y Tagliavia (es), prince de Castelvetrano                      | Président du royaume.                                                       |
| 1568 | Francisco Fernando de Ávalos, marquis de Pescara                                | Vice-roi.                                                                   |
| 1571 | José Francisco Landriano, comte de Landriano                                    | Président du royaume.                                                       |
| 1571 | Carlos de Aragón y Tagliavia (es), prince de Castelvetrano                      | Président du royaume.                                                       |
| 1577 | Marcantonio Colonna, duc de Tagliacozzo                                         | Vice-roi. Décédé dans sa charge.                                            |
| 1582 | Fabrizio Ruffo, prince de Scilla                                                | Président du royaume.                                                       |
| 1584 | Juan Alfonso Bisbal, comte de Briático                                          | Président du royaume.                                                       |
| 1585 | Diego Enríquez de Guzmán, comte de Alba de Liste                                | Vice-roi.                                                                   |
| 1592 | Don Enrique de Guzmán, comte d'Olivares                                         | Vice-roi.                                                                   |
| 1595 | Giovanni III de Ventimiglia (es), marquis d'Irache                              | Président du royaume.                                                       |
| 1598 | Bernardino de Cárdenas y Portugal (es), duc de Maqueda                          | Vice-roi. Décédé dans sa charge.                                            |
| 1601 | Jorge de Cárdenas y Manrique de Lara (es), marquis d'Elche                      | Président du royaume. Fils du précédent, a été nommé à l'âge de 16 ans.     |
| 1602 | Lorenzo Suárez de Figueroa (es), duc de Feria                                   | Vice-roi.                                                                   |
| 1606 | Giovanni III de Ventimiglia (es), marquis d'Irache                              | Président du royaume. 2e fois.                                              |
| 1606 | Juan Fernández Pacheco, duc de Escalona                                         | Vice-roi.                                                                   |
| 1610 | Giannettino Doria, cardinal et archevêque de Palerme                            | Lieutenant du roi.                                                          |
| 1611 | Pedro Téllez–Girón, duc d'Osuna                                                 | Vice-roi. Devient Vice-roi de Naples.                                       |
| 1616 | Giannettino Doria, cardinal et archevêque de Palerme                            | Lieutenant du roi.                                                          |
| 1616 | Francisco Ruiz de Castro, duc de Taurisano                                      | Vice-roi.                                                                   |
| 1622 | Emmanuel-Philibert de Savoie                                                    | Vice-roi. Décédé dans sa charge.                                            |
| 1624 | Giannettino Doria, cardinal et archevêque de Palerme                            | Lieutenant.                                                                 |
| 1626 | Antonio Pimentel (es), marquis de Távara                                        | Vice-roi. Décédé dans sa charge.                                            |
| 1627 | Enrique Pimentel (es), comte de Villada                                         | Président du royaume. Fils du précédent.                                    |
| 1627 | Francisco III Fernández de la Cueva, duc d'Alburquerque                         | Vice-roi.                                                                   |
| 1632 | Fernando Afán de Ribera y Enríquez, duc de Alcalá                               | Lieutenant du roi.                                                          |
| 1635 | Luis Guillermo de Moncada Aragón Luna de Peralta y de la Cerda, duc de Montalto | Président du royaume. Gendre du précédent.                                  |
| 1639 | Francisco de Melo, comte de Assumar                                             | Vice-roi. Devient gouverneur des Pays-Bas.                                  |
| 1639 | Giannettino Doria, cardinal et archevêque de Palerme                            | Lieutenant.                                                                 |
| 1641 | Juan Alfonso Enríquez de Cabrera, amiral de Castille, conde de Módica           | Vice-roi. Devient vice-roi de Naples.                                       |
| 1644 | Pedro Fajardo de Zúñiga y Requesens, marquis de los Vélez                       | Vice-roi.                                                                   |
| 1644 | Juan de Torrecilla Briones, archevêque de Monreale                              | Président du royaume.                                                       |
| 1647 | Vicente de Guzmán, marquis de Montealegre Teodoro Trivulzio, cardinal           | Présidents du royaume.                                                      |
| 1648 | Juan José d'Autriche                                                            | Vice-roi.                                                                   |
| 1650 | Melchor Centelles de Borgia                                                     | Lieutenant.                                                                 |
| 1651 | Antonio Ronquillo Briceño Martín de León y Cárdenas, archevêque de Palerme      | Président du royaume.                                                       |
| 1651 | Rodrigo de Mendoza (es), duc del Infantado                                      | Vice-roi.                                                                   |
| 1655 | Juan Téllez–Girón, duc d'Osuna                                                  | Vice-roi. Fils de Pedro Téllez–Girón, vice-roi en 1611.                     |
| 1656 | Francisco Gisulfo y Osorio, évêque de Cefalú                                    | Président du royaume.                                                       |
| 1656 | Martín de Redín y Cruzat                                                        | Lieutenant.                                                                 |
| 1657 | Juan Bautista Ortiz de Espinosa, juge de la monarchie                           | Président intérimaire du royaume.                                           |
| 1657 | Pedro Martínez Rubeo, archevêque de Palerme                                     | Président du royaume.                                                       |
| 1660 | Fernando de Ayala, comte de Ayala                                               | Vice-roi.                                                                   |
| 1664 | Francesco Caetani (en), duc de Sermoneta                                        | Vice-roi.                                                                   |
| 1667 | Francisco IV Fernández de la Cueva, duc d'Alburquerque                          | Vice-roi. Fils de Francisco III, vice-roi en 1627.                          |
| 1670 | Claude Lamoral, prince de Ligne                                                 | Vice-roi. Devient gouverneur de Milan.                                      |
| 1674 | Francisco Bazán de Benavides, marquis de Bayona                                 | Vice-roi intérimaire.                                                       |
| 1674 | Fadrique Álvarez de Tolède, marquis de Villafranca del Bierzo                   | Vice-roi. Arrière-petit-fils de García Álvarez de Toledo, vice-roi en 1564. |
| 1676 | Anielo de Guzmán, marquis de Castel Rodrigo                                     | Vice-roi. Mort dans sa charge.                                              |
| 1677 | Leonor de Moura y Aragón, marquise de Castel Rodrigo                            | Régente intérimaire. Veuve du précédent.                                    |
| 1677 | Luis Manuel Fernández Portocarrero, cardinal et archevêque de Tolède            | Lieutenant intérimaire.                                                     |
| 1678 | Vicente Gonzaga Doria                                                           | Vice-roi. Arrière-petit-fils de Ferrante Gonzaga, Vice-roi en 1535.         |
| 1679 | Francisco de Benavides (es), comte de Santisteban                               | Vice-roi. Devenu vice-roi de Naples.                                        |
| 1687 | Juan Francisco Pacheco Téllez-Girón (es), duc d'Uceda                           | Vice-roi.                                                                   |
| 1696 | Pedro Manuel Colón de Portugal (es), duc de Veragua                             | Vice-roi. Gendre du comte d'Ayala, vice-roi en 1660.                        |
| 1701 | Juan Manuel Fernández Pacheco, duc d'Escalona                                   | Vice-roi. Petit-fils de Juan Fdez. Pacheco, vice-roi en 1607.               |
| 1702 | Francesco del Giudice, cardinal                                                 | Vice-roi intérimaire en l'absence du précédent.                             |
| 1705 | Isidoro de la Cueva y Benavides, marquis de Bedmar                              | Vice-roi.                                                                   |
| 1707 | Carlos Antonio Spínola, marquis de los Balbases                                 | Vice-roi.                                                                   |

## Vice-rois savoyards
À la fin de la guerre de Succession d'Espagne, la Sicile a été cédée au duché de Savoie (sous le règne de Victor-Amédée II) par les traités d'Utrecht.
| 1714 | Annibale Maffei (it), comte          |                      |
| 1718 | Jean-Francois Bette, marquis de Lede | occupation espagnole |
| 1719 | Niccolò Pignatelli, duc de Monteleón |                      |

## Vice-rois autrichiens
En 1720, lors de la paix de La Haye, Philippe V d'Espagne a signé le traité de Quadruple Alliance de 1718, dans lequel il est convenu que Victor Amédée de Savoie cède la Sicile à l'empereur Charles VI, recevant en compensation la Sardaigne.
| 1720 | Niccolò Pignatelli, duc de Monteleón                | Vice-roi. |
| 1722 | Joaquín Fernández Portocarrero, marquis de Almenara | Vice-roi. |
| 1728 | Cristóbal Fernández de Córdoba, duc de Sástago      | Vice-roi. |

## Vice-rois bourbons
En 1734-1735, durant la guerre de Succession de Pologne, les troupes espagnoles ont mis en déroute celles du Saint-Empire romain germanique. Elles ont occupé militairement l'île et placé sur le trône le duc de Parme Charles de Bourbon; l'Empire reconnait en 1738 par le traité de Vienne la cession à celui-ci des royaumes de Naples et Sicile.
| 1734 | José Carrillo de Albornoz, comte de Montemar                                           | Vice-roi.                                                                               |
| 1734 | Comte de Marsigliac                                                                    | Président du royaume.                                                                   |
| 1735 | Pedro de Castro y Figueroa, comte de Gracia Real                                       | Président du royaume.                                                                   |
| 1737 | Bartolomeo Corsini, prince de Gismano                                                  | Vice-roi.                                                                               |
| 1747 | Jacques-Eustache de La Viefville, duc de La Viefville                                  | Vice-roi.                                                                               |
| 1754 | Giuseppe Grimau                                                                        | Président du royaume.                                                                   |
| 1755 | Marcelo Papiniano Cusani, évêque de Palerme                                            | Président du royaume.                                                                   |
| 1755 | Giovanni Fogliani Sforza d'Aragona (it), marquis de Pellegrino                         | Vice-roi.                                                                               |
| 1768 | Egidio Pietrasanta, prince de S. Pietro                                                | Président du royaume.                                                                   |
| 1774 | Serafino Filangieri, évêque de Palerme                                                 | Président du royaume.                                                                   |
| 1775 | Marco Antonio Colonna, prince de Alliano                                               | Vice-roi.                                                                               |
| 1778 | Antonio de Cortada y Bru                                                               | Président du royaume.                                                                   |
| 1781 | Domenico Caracciolo, marquis de Villamaina                                             | Vice-roi.                                                                               |
| 1784 | Francesco Ferdinando Sanseverino, évêque de Palerme                                    | Président du royaume.                                                                   |
| 1786 | Joaquín Fons de Viela, général                                                         | Président du royaume.                                                                   |
| 1786 | Francesco d'Aquino, prince de Caramanico                                               | Vice-roi.                                                                               |
| 1794 | Filippo Lopez y Royo (it), archevêque de Palerme                                       | Président du royaume.                                                                   |
| 1798 | Tomaso Ferrao, prince de Luzzi                                                         | Vice-roi.                                                                               |
| 1799 | La charge de vice-roi est restée inoccupée à cause de la présence du roi               |                                                                                         |
| 1802 | Domenico Pignatelli di Belmonte, archevêque de Palerme y de Monreale                   | Président du royaume.                                                                   |
| 1803 | Alessandro Filangieri, prince de Cutò                                                  | Lieutenant.                                                                             |
| 1806 | La charge de vice-roi est restée inoccupée à cause de la présence du roi Ferdinand Ier |                                                                                         |
| 1812 | François Ier des Deux-Siciles, duc de Calabre                                          | Vicaire général du royaume. Fils de Ferdinand Ier.                                      |
| 1814 | La charge de vice-roi est restée inoccupée à cause de la présence du roi               |                                                                                         |
| 1814 | François Ier des Deux-Siciles, duc de Calabre                                          | Vicaire général du royaume. 2e fois.                                                    |
| 1816 | Niccolò Filangieri, prince de Cutò                                                     | Lieutenant général en l’absence du précédent. Depuis décembre 1816 règne Ferdinand Ier. |
| 1817 | François Ier des Deux-Siciles, duc de Calabre                                          | Vicaire général du royaume. 3e fois.                                                    |
| 1818 | Carlos de Avarna, duc d'Avarna Gioachino de Ferreri, duc de Ferreri                    | Ministres d'état.                                                                       |
| 1819 | François Ier des Deux-Siciles, duc de Calabre                                          | Vicaire général du royaume. 4e fois.                                                    |

En 1816, la Sicile et Naples se sont unis, formant le royaume des Deux-Siciles.